# Астрагал скручений
Астрагал скручений (Astragalus contortuplicatus) — вид рослин з родини бобові (Fabaceae), поширений у Молдові, Україні, пд.-зх. Росії, Казахстані.

## Опис
Однорічна рослина 10–40 см. Стебла відстовбурчені або напівпритиснуто-волосисті. Китиці головчасті, щільнуваті, 5–10(15)-квіткові. Віночок жовтий. Боби серпоподібно або спірально зігнуті, відстовбурчено запушені. Волосини рослини тонкі, часто зігнуті, білі, в суцвіття також чорні, 1–2 мм. Стебла 2–50 см. Листя 5–15 см; листочки в 6–11 парах, від еліптичних до зворотнояйцеподібних, 4–15 × 2–8 мм.

## Поширення
Поширений у Євразії від Італії до Монголії.
В Україні вид зростає на вологих піщаних і солонцюватих луках, у подах —  у плавнях Дніпра, подах Асканії-Новій, дельті Дунаю.